# Parada de Amerador (TRAM Alicante)
Amerador es una parada del TRAM Metropolitano de Alicante donde presta servicio la línea 1. Está situada en la zona norte del término municipal de Campello.

## Localización y características
Se encuentra ubicada junto a las calles Amerador y Cocentaina, desde donde puede accederse. Dispone de un andén y una vía. Está junto a las urbanizaciones del norte del municipio y cercana al mar.

## Líneas y conexiones
| << Cabecera | < Estación     | Línea | Estación >  | Cabecera >> |
| ----------- | -------------- | ----- | ----------- | ----------- |
| Luceros     | Poble Espanyol |       | Coveta Fumà | Benidorm    |